# 河南南路 (上海)
河南南路是中華人民共和國上海市黄浦区的一条街道，南北走向。北起延安东路，南至陆家浜路。长1842米，宽15米到20.8米。
河南南路系分段多次修筑而成。1849年，其北段延安东路到人民路路段，即当时县城北门外的老北门街，被划入上海法租界。1851年，法租界修筑老北门街道路，法人称为帝皇路或帝国路。1865年改名北门路。1872年以法国海军军官卜罗德命名卜罗德路（Rue Protet）。1943年汪精卫政府接收租界时改名长白路。1946年改名河南南路。
河南南路人民路以南路段，原先位于县城以内，只有老北门内大街等少数几段不长的街巷成型，宽度2米左右，20世纪初期，晏海路（原老北门内大街）、西仓横路修筑成简易马路，勉强通车。1956年，河南南路向南延伸，合并上述道路，打通、拓宽。2000年10月30日，河南南路（中华路－陆家浜路段）辟通，形成现状。

## 交会道路（南向北）
- 陆家浜路
- 陆家浜后街
- 江阴街
- 中华路
- 尚文路
- 吾园街
- 先棉祠街
- 先棉祠北弄
- 蓬莱路
- 文庙路
- 西仓桥街
- 复兴东路
- 北石皮弄、薛弄底街、广福弄
- 方浜中路
- 紫华路
- 大境路
- 万安街
- 云居街
- 吴家弄
- 福佑路
- 人民路
- 金陵东路
- 延安东路